# 나인 야드
《나인 야드》(영어: The Whole Nine Yards)는 미국에서 제작된 조너선 린 감독의 2000년 범죄 코미디 영화이다. 브루스 윌리스, 매슈 페리 등이 출연하였고, 앨런 코프먼 등이 제작에 참여하였다.
평가는 엇갈렸으나 흥행에 성공하여 2004년 속편 《나인 야드 2》가 나왔다.

## 줄거리
시카고 출신 치과의 니컬러스 "오즈" 오저랜스키는 현재 몬트리올에서 아내 소피와 장모의 구박을 받으며 살고 있다. 오즈의 사업 동료였던 소피의 아버지는 미성년자 소년과 관계를 가진 뒤 병원 돈을 횡령해 소년의 가족에게 돈을 준 뒤 자살하였고, 그 뒤로 오즈는 큰 빚을 진 상태이다.
오즈는 새로 이사를 온 이웃이 시카고에서 악명이 높은 청부 살인 업자 지미 "더 튤립" 투데스키라는 걸 알아본다. 소피는 오즈를 시카고로 보내 지미를 찾고 있던 범죄 조직 두목 야니 고걸랙에게서 포상금을 받아오라고 시킨다. 하지만 이미 대화를 나누며 지미와 친근해진 오즈는 지미에게 전화를 걸어 경고한다.
오즈는 지미와 사이가 소원한 아내 신시아와 술김에 잠자리를 가진다. 신시아는 야니와 지미가 서로를 노리고 있으며, 자신을 죽여 천만 달러 신탁 기금을 받아내려는 중이라고 말한다. 신시아를 좋아하게 된 오즈는 신시아를 지켜내겠다고 결심한다.
지미는 오즈에게 소피가 오즈를 죽이려고 자신을 고용하려 했으나 이를 거절했음을 밝힌다. 지미는 오즈에게 소피를 죽여주길 원하냐고 묻지만 오즈는 거절한다. 오즈의 조수 질 역시 실은 소피에게 고용돼 오즈에게 접근하려는 목적에서 취직했던 것으로 드러난다. 하지만 질은 오즈를 인간적으로 좋아하게 되어 살인 계획을 그만두었다고 고백한다.
지미는 야니를 몬트리올로 유인하고, 질, 지미, 야니의 행동 대원 "프랭키 피그스"가 야니를 살해한다. 지미는 소피가 새로 고용한 오즈 암살자를 쏘아 죽인 뒤 그가 퀘벡주 경찰청 형사였다는 사실을 알게 된다. 오즈가 죽은 형사의 치아를 지미의 치과 기록에 맞춰 바꾼 뒤 야니와 잠복 형사의 시체가 오즈의 차 안에서 함께 불태워진다. 야니와 지미가 죽었다고 믿게 된 수사관들은 소피가 형사에게 오즈 살해를 의뢰하는 대화가 담긴 녹음기를 발견하고 소피와 장모를 감옥에 보낸다.
오즈를 사랑하게 된 신시아는 두 사람의 삶을 보장하기 위해 지미에게 천만 달러를 송금한다. 지미는 그중 백만 달러를 오즈와 신시아의 결혼 선물로 주고, 자신과 오즈를 배신하고 죽이려던 프랭키에게 선수를 쳐 먼저 총알을 박는다. 지미는 자신을 우러러보는 질과 사랑에 빠져 연인으로 맺어진다.

## 출연
- 브루스 윌리스 - 지미 "더 튤립" 투데스키 역
- 매슈 페리 - 니컬러스 "오즈" 오저랜스키 역
- 로재나 아켓 - 소피 오저랜스키 역
- 마이클 클라크 덩컨 - 프랭클린 "프랭키 피그스" 피겨로아 역
- 너타샤 헨스트리지 - 신시아 투데스키 역
- 어맨다 피트 - 질 세인트클레어 역
- 케빈 폴랙 - 야니 고걸랙 역
- 할런드 윌리엄스 - 핸슨 요원 역

## 기타 제작진
- 라인 제작: 마이크 드레이크
- 공동 제작: 돈 카머디, 제임스 A. 홀트, 트레이시 스탠리
- 배역: 낸시 네이어
- 미술: 데이비드 L. 스나이더
- 의상: 에디 지게어
- 음악 감독: 스프링 애스퍼스

## 우리말 녹음
MBC 성우진(2001년 11월 10일)
- 최원형 - 오즈 (매슈 페리)
- 박조호 - 지미 튤립 (브루스 윌리스)
- 기경옥 - 신시아 (너타샤 헨스트리지)
- 박영희 - 소피 (로재나 아켓)
- 박선영 - 질 (어맨다 피트)
- 김강산 - 야니 (케빈 폴랙)
- 이철용 - 프랭키 (마이클 클라크 덩컨)
- 김태훈
- 양희문
- 엄태국
- 고성일
- 김지영
- 이상훈
- 이자옥
- 최한